# Življenje moje – mojega dela sad
Življenje moje – mojega dela sad (COBISS) je zbirka pesmi, ki jih je zapisala Danica Elbl. Izšla je leta 2008 v samozaložbi. Govorijo o avtorici in njeni družini.

### Vsebina
Pesniška zbirka je razdeljena na deset poglavij: življenje moje – mojega dela sad, svet teme, krutost sveta, hodimo po isti poti, čustva, pogrešam te, posvečene vam, za trto in dom, praznični dan in pot do srca.

### Analiza
Pesmi so lirične, saj so izrazito čustveno obarvane. Izvirajo iz avtoričinega notranjega doživljanja sveta. Preproste so v besedi in slogu in realistično prepletene v odnosu do življenja, kakor ga je sama občutila. V pesmi vnaša vrednote, med katere prišteva družino, prijateljstvo, pristne odnose med ljudmi ter pomen domačega kraja in korenin posameznika.